# Mallecolobus pedrus
Mallecolobus pedrus là một loài nhện trong họ Orsolobidae.
Loài này thuộc chi Mallecolobus. Mallecolobus pedrus được Raymond Robert Forster & Norman I. Platnick miêu tả năm 1985.